# Az InuYasha epizódjainak listája
Ez a lista az InuYasha című animesorozat epizódjainak felsorolását tartalmazza.

## Epizódlista

### Első évad
Nyitódal
CHANGE THE WORLD – előadó: V6
Záródal
My Will – előadó: dream (epizódok: 1 – 20)
Fukai Mori (深い森) – előadó: Do As Infinity (epizódok: 21 – 27)
| #  | Epizód címe | Első japán sugárzás | Első magyar sugárzás                                                |
| -- | --- | ------------------- | ------------------------------------------------------------------- |
| 1  | Az átjáró Toki o Koeta Sódzso to Fúinszareta Sónen (時代 を越えた少女と封印された少年; Hepburn: Toki o Koeta Shōjo to Fūinsareta Shōnen)                                 | 2000. október 16.   | 2004. július 25.: RTL Klub                                          |
| 2  | A szent kő nyomában Sikon no Tama o Nerau Monotacsi (四魂の玉を狙う者たち; Hepburn: Shikon no Tama o Nerau Monotachi)                                                    | 2000. október 23.   | 2004. augusztus 1.                                                  |
| 3  | Hálócsapda Honekui no Ido kara Tadaima! (骨喰いの井戸からただいまっ！; Hepburn: Honekui no Ido kara Tadaima!)                                                            | 2000. október 30.   | 2004. augusztus 8.                                                  |
| 4  | A visszatérés Szakaszagami no Jóma Júra (逆髪の妖魔 結羅; Hepburn: Sakasagami no Yōma Yūra)                                                                              | 2000. november 6.   | 2004.augusztus 15.                                                  |
| 5  | Káprázat Szenricu no Kikósi Szessómaru (戦慄の貴公子 殺生丸; Hepburn: Senritsu no Kikōshi Sesshōmaru)                                                                    | 2000. november 13.  | 2004. augusztus 22.                                                 |
| 6  | A szent kard Bukimi na Jótó Tesszaiga (不気味な妖刀 鉄砕牙; Hepburn: Bukimi na Yōtō Tessaiga)                                                                            | 2000. november 20.  | 2004. augusztus 29.                                                 |
| 7  | Testvérharc Gekitaikecu! Szessómaru tai Tesszaiga! (激対決！ 殺生丸ＶＳ鉄砕牙!!; Hepburn: Gekitaiketsu! Sesshōmaru tai Tessaiga!)                                        | 2000. november 27.  | 2004. szeptember 5.                                                 |
| 8  | Az elvarázsolt herceg Tono Jókai Cukumo no Gama (殿様妖怪 九十九の蝦蟇; Hepburn: Tono Yōkai Tsukumo no Gama)                                                             | 2000. december 4.   | 2004. szeptember 12.                                                |
| 9  | A villám testvérek Sippó Tódzsó! Raidzsú Kjódai Manten Hiten (七宝登場！ 雷獣兄弟 飛天満天!!; Hepburn: Shippō Tōjō! Raijū Kyōdai Manten Hiten)                           | 2000. december 11.  | 2004. szeptember 19.                                                |
| 10 | A nagy csata Jótó Gekitocu! Raigekidzsin tai Tesszaiga (妖刀激突! 雷撃刃VS鉄砕牙!!; Hepburn: Yōtō Gekitotsu! Raigekijin tai Tessaiga)                                    | 2000. december 18.  | 2004. szeptember 26.                                                |
| 11 | A titokzatos maszk Gendai ni Jomigaeru Noroi no Nómen (現代によみがえる呪いの能面; Hepburn: Gendai ni Yomigaeru Noroi no Nōmen)                                          | 2001. január 15.    | 2004. október 3.                                                    |
| 12 | Rakoncátlan lélek Tatari Mokke to Csiiszana Akurjó (タタリモッケと小さな悪霊; Hepburn: Tatari Mokke to Chiisana Akuryō)                                                  | 2001. január 22.    | 2004. október 10.                                                   |
| 13 | Átváltozás Singecu no Nazo! Kurogami no InuYasa (新月の謎 黒髪の犬夜叉; Hepburn: Shingetsu no Nazo! Kurogami no InuYasha)                                                | 2001. január 29.    | 2004. október 17.                                                   |
| 14 | Váratlan fordulat Nuszumareta Kikjó no Reikocu (盗まれた桔梗の霊骨; Hepburn: Nusumareta Kikyō no Reikotsu)                                                               | 2001. február 5.    | 2004. október 24.                                                   |
| 15 | Múltbéli emlékek Hiun no Miko Kikjó Fukkacu (悲運の巫女 桔梗復活; Hepburn: Hiun no Miko Kikyō Fukkatsu)                                                                  | 2001. február 12.   | 2004. október 31.                                                   |
| 16 | Viharos kalandok Migi Te ni Kazaana Furjó Hósi Miroku (右手に風穴 不良法師 弥勒; Hepburn: Migi Te ni Kazaana Furyō Hōshi Miroku)                                         | 2001. február 19.   | 2004. november 7.                                                   |
| 17 | A varázstinta Dzsigoku Esi no Kegareta Szumi (地獄絵師の汚れた墨; Hepburn: Jigoku Eshi no Kegareta Sumi)                                                                 | 2001. február 26.   | 2004. november 14.                                                  |
| 18 | A szövetség Te o Kunda Naraku to Szessómaru (手を組んだ奈落と殺生丸; Hepburn: Te o Kunda Naraku to Sesshōmaru)                                                           | 2001. március 5.    | 2004. november 21.                                                  |
| 19 | Fél győzelem Kaere, Kagome! Omae no Dzsidai ni (帰れ、かごめ！ お前の時代に; Hepburn: Kaere, Kagome! Omae no Jidai ni)                                                   | 2001. március 12.   | 2004. november 28. (Cenzúrázva) / 2004. december 30.: A+ vágatlanul |
| 20 | A barlang titka Aszamasiki Jató, Onigumo no Nazo (あさましき野盗 鬼蜘蛛の謎; Hepburn: Asamashiki Yatō, Onigumo no Nazo)                                                  | 2001. március 19.   | 2004. december 5.: RTL / 2004. december 31.: A+                     |
| 21 | A leleplezés Naraku no Sindzsicu ni Szemaru Kikjó no Tamasii (Zenpen) (奈落の真実に迫る桔梗の魂 前編; Hepburn: Naraku no Shinjitsu ni Semaru Kikyō no Tamashii (Zenpen)) | 2001. április 9.    | 2004. december 12. / 2005. január 3.                                |
| 22 | A lélekrabló Naraku no Sindzsicu ni Szemaru Kikjó no Tamasii (Kóhen) (奈落の真実に迫る桔梗の魂 後編; Hepburn: Naraku no Shinjitsu ni Semaru Kikyō no Tamashii (Kōhen))   | 2001. április 9.    | 2004. december 19. / 2005. január 4.                                |
| 23 | Csapdában Kagome no Koe to Kikjó no Kucsizuke (かごめの声と桔梗の口づけ; Hepburn: Kagome no Koe to Kikyō no Kuchizuke)                                                   | 2001. április 16.   | 2005. január 5.: A+                                                 |
| 24 | Szellemirtók Jókaitaidzsija, Szango Tódzsó! (妖怪退治屋 珊瑚登場！; Hepburn: Yōkaitaijiya, Sango Tōjō!)                                                                  | 2001. április 23.   | 2005. január 6.                                                     |
| 25 | Gonosz csapda Naraku no Bórjaku o Ucsi Jabure! (奈落の謀略をうち破れ！; Hepburn: Naraku no Bōryaku o Uchi Yabure!)                                                       | 2001. május 7.      | 2005. január 7.                                                     |
| 26 | Az ékkő titka Cui ni Akaszareta Sikon no Himicu (ついに明かされた四魂の秘密; Hepburn: Tsui ni Akasareta Shikon no Himitsu)                                               | 2001. május 14.     | 2005. január 10.                                                    |
| 27 | A csaló vízikígyó Szuidzsin ga Sihaiszuru Jami no Mizúmi (水神が支配する闇の湖; Hepburn: Suijin ga Shihaisuru Yami no Mizūmi)                                            | 2001. május 21.     | 2005. január 11.                                                    |

### Második évad
Nyitódal
CHANGE THE WORLD – előadó: V6 (epizódok: 28 – 34)
I am – előadó: hitomi (epizódok: 35 – 54)
Záródal
Fukai Mori (深い森) – előadó: Do As Infinity (epizódok: 28 – 41)
Dearest – előadó: Hamaszaki Ajumi (epizódok: 42 – 54)
| #  | Epizód címe | Első japán sugárzás  | Első magyar sugárzás   |
| -- | --- | -------------------- | ---------------------- |
| 28 | Sarokba szorítva Kakokuna Vana ni Kakatta Miroku (過酷な罠にかかった弥勒; Hepburn: Kakokuna Wana ni Kakatta Miroku)                              | 2001. május 28.      | 2005. január 12.       |
| 29 | A megtalált testvér Szango no Kunó to Kohaku no Inocsi (珊瑚の苦悩と琥珀の命; Hepburn: Sango no Kunō to Kohaku no Inochi)                        | 2001. június 4.      | 2005. január 13.       |
| 30 | Cselszövés Nuszumareta Tesszaiga Taikecu Naraku no Siro! (盗まれた鉄砕牙 対決 奈落の城!; Hepburn: Nusumareta Tessaiga Taiketsu Naraku no Shiro!) | 2001. június 11.     | 2005. január 14.       |
| 31 | A szomorú óriás Kokorojaszasiki Aisú no Dzsinendzsi (心優しき哀愁の地念児; Hepburn: Kokoroyasashiki Aishū no Jinenji)                            | 2001. június 18.     | 2005. január 17.       |
| 32 | A hegy belsejében Dzsaki ni Ocsita Kikjó to Inujasa (邪気に落ちた桔梗と犬夜叉; Hepburn: Jaki ni Ochita Kikyō to Inuyasha)                        | 2001. június 25.     | 2005. január 18.       |
| 33 | Varázslat Toravareta Kikjó to Naraku (囚われた桔梗と奈落; Hepburn: Torawareta Kikyō to Naraku)                                                   | 2001. július 2.      | 2005. január 19.       |
| 34 | A gyógyító kard Tenszeiga to Tesszaiga (天生牙と鉄砕牙; Hepburn: Tenseiga to Tessaiga)                                                           | 2001. július 9.      | 2005. január 20.       |
| 35 | A kis árva Meitó ga Erabu Sin no Cukai Te (名刀が選ぶ真の使い手; Hepburn: Meitō ga Erabu Shin no Tsukai Te)                                      | 2001. július 16.     | 2005. január 21.       |
| 36 | A falka Kagome Rjakudacu! Csószoku no Jóró Kóga! (かごめ略奪! 超速の妖狼 鋼牙; Hepburn: Kagome Ryakudatsu! Chōsoku no Yōrō Kōga!)                | 2001. július 23.     | 2005. január 24.       |
| 37 | Riválisok Kagome ni Horeta Aicu (かごめに惚れたあいつ; Hepburn: Kagome ni Horeta Aitsu)                                                          | 2001. július 30.     | 2005. január 25.       |
| 38 | Civakodók Hanarete Kajou Futari no Kimocsi (はなれて通うふたりの気持ち; Hepburn: Hanarete Kayou Futari no Kimochi)                               | 2001. augusztus 6.   | 2005. január 26.       |
| 39 | A Szélboszorkány Sikumareta Sitó (仕組まれた死闘; Hepburn: Shikumareta Shitō)                                                                    | 2001. augusztus 13.  | 2005. január 27.       |
| 40 | A nagy összecsapás Kazecukai Kagura no Jóennaru Vana (風使い神楽の妖艶なる罠; Hepburn: Kazetsukai Kagura no Yōennaru Wana)                       | 2001. augusztus 20.  | 2005. január 28.       |
| 41 | A varázstükör Kagura no Mai to Kanna no Kagami (神楽の舞と神無の鏡; Hepburn: Kagura no Mai to Kanna no Kagami)                                   | 2001. augusztus 27.  | 2005. január 31.       |
| 42 | Erőfölény Jaburareta Kaze no Kizu (破られた風の傷; Hepburn: Yaburareta Kaze no Kizu)                                                             | 2001. szeptember 3.  | 2005. február 1.       |
| 43 | A törött kard Cui ni Oreta Tesszaiga! (ついに折れた鉄砕牙!; Hepburn: Tsui ni Oreta Tessaiga!)                                                    | 2001. szeptember 10. | 2005. február 2.       |
| 44 | A száműzött kovács Kaidzsinbó no Dzsaaku na Curugi (灰刃坊の邪悪な剣; Hepburn: Kaijinbō no Jaaku na Tsurugi)                                     | 2001. szeptember 17. | 2005. február 3.       |
| 45 | Vészhelyzet Szessómaru, Tókidzsin o Furú (殺生丸、闘鬼神を振るう; Hepburn: Sesshōmaru, Tōkijin o Furū)                                           | 2001. október 8.     | 2005. február 4.       |
| 46 | Kettős ellenség Dzsúrómaru to Kagerómaru (獣郎丸と影郎丸; Hepburn: Jūrōmaru to Kagerōmaru)                                                       | 2001. október 15.    | 2005. február 7.       |
| 47 | A szív titkai Naraku ni Nokoru Onigumo no Kokoro (奈落に残る鬼蜘蛛の心; Hepburn: Naraku ni Nokoru Onigumo no Kokoro)                             | 2001. október 22.    | 2005. február 8.       |
| 48 | Se veled, se nélküled Deatta Baso ni Kaeritai! (出会った場所に帰りたい!; Hepburn: Deatta Basho ni Kaeritai!)                                     | 2001. október 29.    | 2005. február 9.       |
| 49 | Barát, vagy ellenség? Usinavareta Kohaku no Kioku (失われた琥珀の記憶; Hepburn: Ushinawareta Kohaku no Kioku)                                    | 2001. november 5.    | 2005. február 10.      |
| 50 | Ravasz csapda Ano Kao ga Kokoro kara Kienai (あの顔が心から消えない; Hepburn: Ano Kao ga Kokoro kara Kienai)                                     | 2001. november 12.   | 2005. február 11.      |
| 51 | A titkok örzője Kokoro o Kuvareta InuYasha (心を喰われた犬夜叉; Hepburn: Kokoro o Kuwareta Inuyasha)                                             | 2001. november 19.   | 2005. február 14.      |
| 52 | A próbatétel Tomerarenai! Jókai no Honsou (止められない! 妖怪の本性; Hepburn: Tomerarenai! Yōkai no Honshou)                                     | 2001. november 26.   | 2005. június 17.: A+   |
| 53 | Az alvó szörnyeteg Csicsi no Sukuteki - Rjúkocuszei (父の宿敵 竜骨精; Hepburn: Chichi no Shukuteki - Ryūkotsusei)                                | 2001. december 3.    | 2005. december 24.: A+ |
| 54 | Az ellenhullám Tecuszaiga no Ougi - Bakurjúha (鉄砕牙の奥義 爆流破; Hepburn: Tetsusaiga no Ougi - Bakuryūha)                                     | 2001. december 10.   | 2005. december 25.     |

### Harmadik évad
Nyitódal
I am – előadó: hitomi (epizódok: 55 – 64)
Ovarinai Jume (終わりない夢; Hepburn: Owarinai Yume) – előadó: Aikava Nanasze (epizódok: 65 – 82)
Záródal
Dearest – előadó: Hamaszaki Ajumi (epizódok: 55 – 60)
Every Heart - Minna no Kimocsi - (Every Heart -ミンナノキモチ-; Hepburn: Every Heart - Minna no Kimochi -) – előadó: BoA (epizódok: 61 – 82)
| #  | Epizód címe | Első japán sugárzás | Első magyar sugárzás |
| -- | --- | ------------------- | -------------------- |
| 55 | A hamisítvány Isi no Hana to Sippó no Hacukoi (石の花と七宝の初恋; Hepburn: Ishi no Hana to Shippō no Hatsukoi)                          | 2001. december 17.  | 2005. december 31.   |
| 56 | A köd kísértete Kiri no Oku ni Bidzso no Júvaku (霧の奥に美女の誘惑; Hepburn: Kiri no Oku ni Bijo no Yūwaku)                             | 2002. január 14.    | 2006. január 1.      |
| 57 | A szellemfa 1. rész Szubete va Tógenkjó no Joru ni (Zenpen) (すべては桃源郷の夜に 前編; Hepburn: Subete wa Tōgenkyō no Yoru ni (Zenpen)) | 2002. január 21.    | 2006. január 7.      |
| 58 | A szellemfa 2. rész Szubete va Tógenkjó no Joru ni (Kóhen) (すべては桃源郷の夜に 後編; Hepburn: Subete wa Tōgenkyō no Yoru ni (Kōhen))   | 2002. január 28.    | 2006. január 8.      |
| 59 | A szellemirtó tanoncok Bisódzso Simai no Desiiri Sigan (美少女姉妹の弟子入り志願; Hepburn: Bishōjo Shimai no Deshiiri Shigan)            | 2002. február 4.    | 2006. január 14.     |
| 60 | Az ötvenéves átok Kuro Miko Godzsúnen no Noroi (黒巫女 五十年の呪い; Hepburn: Kuro Miko Gojūnen no Noroi)                                | 2002. február 11.   | 2006. január 15.     |
| 61 | Szemtől szemben Aravareta Kikjó Sikigami Cukai (現れた桔梗と式神使い; Hepburn: Arawareta Kikyō Shikigami Tsukai)                         | 2002. február 18.   | 2006. január 21.     |
| 62 | Álombörtön Szokosirene Cubaki no Dzsubaku (底知れぬ椿の呪縛; Hepburn: Sokoshirene Tsubaki no Jubaku)                                     | 2002. március 4.    | 2006. január 22.     |
| 63 | A szentély örzői Ikute o Habamu Kóhaku Miko (行く手を阻む紅白巫女; Hepburn: Ikute o Habamu Kōhaku Miko)                                  | 2002. március 11.   | 2006. január 28.     |
| 64 | A tiltott pagoda Tahótó no Kjodai na Oni (多宝塔の巨大な鬼; Hepburn: Tahōtō no Kyodai na Oni)                                            | 2002. március 18.   | 2006. január 29.     |
| 65 | A gyáva vőlegény Szaraba Szeisun no Hibi (さらば青春の日々; Hepburn: Saraba Seishun no Hibi)                                             | 2002. április 8.    | 2006. február 4.     |
| 66 | A titkos paktum Naraku no Kekkai Kagura no Kessin (奈落の結界 神楽の決心; Hepburn: Naraku no Kekkai Kagura no Kesshin)                   | 2002. április 15.   | 2006. február 5.     |
| 67 | Az árulás szele Fukiareru Uragiri no Kaze (吹き荒れる裏切りの風; Hepburn: Fukiareru Uragiri no Kaze)                                     | 2002. április 22.   | 2006. február 11.    |
| 68 | A titokzatos kihívó Sippó e Ikari no Csoszendzsó (七宝へ怒りの挑戦状; Hepburn: Shippō e Ikari no Chosenjō)                               | 2002. május 6.      | 2006. február 12.    |
| 69 | Az arc nélküli ember Kao no Nai Otoko no Kjófu (顔のない男の恐怖; Hepburn: Kao no Nai Otoko no Kyōfu)                                    | 2002. május 13.     | 2006. február 18.    |
| 70 | Visszatért emlékek Jomigaetta Onigumo no Kioku (よみがえった鬼蜘蛛の記憶; Hepburn: Yomigaetta Onigumo no Kioku)                          | 2002. május 20.     | 2006. február 19.    |
| 71 | Egyenlőtlen küzdelem Micudomoe no Sitó no Hate (三つ巴の死闘の果て; Hepburn: Mitsudomoe no Shitō no Hate)                                | 2002. május 27.     | 2006. február 25.    |
| 72 | A kiképzés Tótószai no Kimjó na Siren (刀々斎の珍妙な試練; Hepburn: Tōtōsai no Kimyō na Shiren)                                          | 2002. június 3.     | 2006. február 26.    |
| 73 | A denevérek klánja Siori Ajako to Aicu no Kimocsi (紫織母子とアイツの気持ち; Hepburn: Shiori Ayako to Aitsu no Kimochi)                  | 2002. június 10.    | 2006. március 4.     |
| 74 | A pajzs örzője Kekkai Jaburu Akai Tesszaiga (結界破る赤い鉄砕牙; Hepburn: Kekkai Yaburu Akai Tessaiga)                                   | 2002. június 17.    | 2006. március 5.     |
| 75 | A párducok népe Hjóneko Sitennó no Inobu (豹猫四天王の陰謀; Hepburn: Hyōneko Shitennō no Inobu)                                          | 2002. június 24.    | 2006. március 11.    |
| 76 | Közös ellenség Tāgetto va Szessómaru to InuYasha (標的は殺生丸と犬夜叉!; Hepburn: Tāgetto wa Sesshōmaru to InuYasha)                     | 2002. július 1.     | 2006. március 12.    |
| 77 | Ellenséges szövetséges Hjónekozoku to Futacu no Kiba no Ken (豹猫族とふたつの牙の剣; Hepburn: Hyōnekozoku to Futatsu no Kiba no Ken)     | 2002. július 8.     | 2006. március 18.    |
| 78 | A kérő Szango Mezasite, Onrí Jú (珊瑚目指してオンリーユー; Hepburn: Sango Mezashite, Onrī Yū)                                            | 2002. július 15.    | 2006. március 19.    |
| 79 | Ügyefogyott tolvajjelölt Dzsaken no Tesszaiga bun Toriszakuszen (邪見の鉄砕牙ブン取り作戦; Hepburn: Jaken no Tessaiga bun Torisakusen)   | 2002. július 22.    | 2006. március 25.    |
| 80 | Ősi ellenség Szessómaru to Szaravareta Rin (殺生丸とさらわれたりん; Hepburn: Sesshōmaru to Sarawareta Rin)                               | 2002. július 29.    | 2006. március 26.    |
| 81 | Nyom nélkül Tacsikireru Naraku no Jukue (断ち切れる奈落の行方; Hepburn: Tachikireru Naraku no Yukue)                                     | 2002. augusztus 5.  | 2006. április 1.     |
| 82 | Az új kor hősei Gendai to Szengoku no Hazama (現代と戦国のはざま; Hepburn: Gendai to Sengoku no Hazama)                                  | 2002. augusztus 12. | 2006. április 2.     |

### Negyedik évad
Nyitódal
Ovarinai Jume (終わりない夢; Hepburn: Owarinai Yume) – előadó: Aikava Nanasze (epizódok: 83 – 95)
Grip! – előadó: Every Little Thing (epizódok: 96 – 110)
Záródal
Every Heart - Minna no Kimocsi - (Every Heart -ミンナノキモチ-; Hepburn: Every Heart - Minna no Kimochi -) – előadó: BoA (epizódok: 83 – 85)
Sindzsicu no Uta (真実の詩; Hepburn: Shinjitsu no Uta) – előadó: Do As Infinity (epizódok: 86 – 108)
Itazura na KISS (イタズラなKISS) – előadó: day after tomorrow (epizódok: 109 – 110)
| #   | Epizód címe | Első japán sugárzás  | Első magyar sugárzás  |
| --- | --- | -------------------- | --------------------- |
| 83  | A holdszivárvány éjszakája Onna Jórózoku to Gekkó no Jakuszoku (女妖狼族と月虹の約束; Hepburn: Onna Yōrōzoku to Gekkō no Yakusoku)                    | 2002. augusztus 19.  | 2006. április 8.      |
| 84  | A farkas menyasszonya Csószoku no Hanajome Kóho (超速の花嫁候補; Hepburn: Chōsoku no Hanayome Kōho)                                                   | 2002. augusztus 26.  | 2006. április 9.      |
| 85  | Az elátkozott palota Dzsaki ga Micsiru Oni no Kubi Dzsó (邪気が満ちる鬼の首城; Hepburn: Jaki ga Michiru Oni no Kubi Jō)                               | 2002. szeptember 2.  | 2006. április 15.     |
| 86  | A hercegnő titka Jorisiro no Hime no Himicu (依り代の姫の秘密; Hepburn: Yorishiro no Hime no Himitsu)                                                 | 2002. szeptember 9.  | 2006. április 16.     |
| 87  | Magányos utazás Meguru Kikjó no Kodoku na Tabidzsi (めぐる桔梗の孤独な旅路; Hepburn: Meguru Kikyō no Kodoku na Tabiji)                                | 2002. szeptember 16. | 2006. április 22.     |
| 88  | Három kis majom Szarugamiszama no Szan Szeirei (猿神さまの三精霊; Hepburn: Sarugamisama no San Seirei)                                                | 2002. október 14.    | 2006. április 23.     |
| 89  | Kényszerpihenő Aicu to Kare Omimai Taikecu (アイツと彼のお見舞い対決; Hepburn: Aitsu to Kare Omimai Taiketsu)                                         | 2002. október 21.    | 2006. április 29.     |
| 90  | A vallomás Omoikitta Szóta no Kokuhaku (思いきった草太の告白; Hepburn: Omoikitta Sōta no Kokuhaku)                                                    | 2002. október 28.    | 2006. április 30.     |
| 91  | A rágcsálók támadása Ajasii Kitósi to Kuroi Kirara (怪しい祈祷師と黒い雲母; Hepburn: Ayashii Kitōshi to Kuroi Kirara)                                 | 2002. november 4.    | 2006. május 6.        |
| 92  | Agyagkatonák Fukkacu Sita Monotacsi no Jabó (復活した者たちの野望; Hepburn: Fukkatsu Shita Monotachi no Yabō)                                         | 2002. november 18.   | 2006. május 7.        |
| 93  | A hasonmás Sucubocu Szuru Nazo no Szukebe Hósi (出没する謎の助平法師; Hepburn: Shutsubotsu Suru Nazo no Sukebe Hōshi)                                 | 2002. november 25.   | 2006. május 13.       |
| 94  | A hamis ékkő 1. rész Sikon no Tama o Cukuru Mono (Zenpen) (四魂の玉を造る者 前編; Hepburn: Shikon no Tama o Tsukuru Mono (Zenpen))                    | 2002. december 2.    | 2006. május 14.       |
| 95  | A hamis ékkő 2. rész Sikon no Tama o Cukuru Mono (Kóhen) (四魂の玉を造る者 後編; Hepburn: Shikon no Tama o Tsukuru Mono (Kōhen))                      | 2002. december 9.    | 2006. május 20.       |
| 96  | Az ezeréves virág Bjóki ni Natta Ano Dzsaken (病気になったあの邪見; Hepburn: Byōki ni Natta Ano Jaken)                                                | 2003. január 13.     | 2006. május 21.       |
| 97  | Bűntudat Kaette Konai Kirara (帰ってこない雲母; Hepburn: Kaette Konai Kirara)                                                                         | 2003. január 20.     | 2006. május 27.       |
| 98  | A barlang foglyai Dókucu ni va Kikjó to Kagome no Futari Dake (洞窟には桔梗とかごめの二人だけ; Hepburn: Dōkutsu ni wa Kikyō to Kagome no Futari Dake) | 2003. január 27.     | 2006. május 28.       |
| 99  | Farkasok szövetsége Szessómaru to Kóga Kiken Szógú (鋼牙と殺生丸 危険な遭遇; Hepburn: Sesshōmaru to Kōga Kiken Sōgū)                                  | 2003. február 3.     | 2006. június 3.       |
| 100 | A bánat ereje Akumu no Sindzsicu Nageki no Muri no Tatakai (悪夢の真実 嘆きの森の戦い; Hepburn: Akumu no Shinjitsu Nageki no Muri no Tatakai)         | 2003. február 10.    | 2006. június 4.       |
| 101 | A Hótündér Are Kara Sicsinen Me no Nagori Juki (あれから七年目のなごり雪; Hepburn: Are Kara Shichinen Me no Nagori Yuki)                              | 2003. február 17.    | 2006. június 10.      |
| 102 | A falánk óriás Bórei ni Ozovareta Jórózoku (亡霊に襲われた妖狼族; Hepburn: Bōrei ni Ozowareta Yōrōzoku)                                               | 2003. február 24.    | 2006. június 11.      |
| 103 | A hét harcos visszatér Jomigaetta Sicsinintai (よみがえった七人隊; Hepburn: Yomigaetta Shichinintai)                                                  | 2003. március 3.     | 2006. június 17.      |
| 104 | A méregkeverő Sinobijoru Doku Cukai Mukocu (しのびよる毒使い 霧骨; Hepburn: Shinobiyoru Doku Tsukai Mukotsu)                                          | 2003. március 10.    | 2006. június 18.      |
| 105 | A bádog harcos Bukimi na Hagane no Dzsúszóbi (不気味な鋼の重装備; Hepburn: Bukimi na Hagane no Jūsōbi)                                                | 2003. március 17.    | 2008. július 20.: RTL |
| 106 | Reménytelen helyzet Kagome, Miroku, Szango, Zettai Zecumei (かごめ、弥勒、珊瑚、絶体絶命; Hepburn: Kagome, Miroku, Sango, Zettai Zetsumei)            | 2003. április 14.    | 2008. július 27.      |
| 107 | Az életmentő bolha Hadzsimete Miszeru Inujasa no Namida (初めてみせる犬夜叉の涙; Hepburn: Hajimete Miseru Inuyasha no Namida)                         | 2003. április 21.    | 2008. augusztus 3.    |
| 108 | Egy test, két lélek Kegarenaki Hikari no Himicu (けがれなき光の秘密; Hepburn: Kegarenaki Hikari no Himitsu)                                           | 2003. április 28.    | 2008. augusztus 10.   |
| 109 | A varázshegy Kiri ni Kakureta Hakureizan e Mukae (霧に隠れた白霊山へ向かえ; Hepburn: Kiri ni Kakureta Hakureizan e Mukae)                             | 2003. május 5.       | 2008. augusztus 17.   |
| 110 | A bandavezér Sicsinintai no Surjó Bankocu Tódzsó (七人隊の首領 蛮骨登場; Hepburn: Shichinintai no Shuryō Bankotsu Tōjō)                               | 2003. május 12.      | 2008. augusztus 31.   |

### Ötödik évad
Nyitódal
Grip! – előadó: Every Little Thing (epizódok: 111 – 127)
One Day, One Dream – előadó: Tackey & Tsubasa (epizódok: 128 – 138)
Záródal
Itazura na KISS (イタズラなKISS) – előadó: day after tomorrow (epizódok: 111 – 127)
Come – előadó: Amuro Namie (epizódok: 128 – 138)
| #   | Epizód címe | Első japán sugárzás  | Első magyar sugárzás |
| --- | --- | -------------------- | -------------------- |
| 111 | Ádáz csata Gekitocu! Banrjú vs Kaze no Kizu! (激突! 蛮竜VS風の傷!; Hepburn: Gekitotsu! Banryū vs Kaze no Kizu!)                                           | 2003. május 19.      | 2008. szeptember 7.  |
| 112 | A szentély szigete Komen ni Ukabu Hidzsiri Dzsima Kekkai (湖面に浮かぶ聖島の結界; Hepburn: Komen ni Ukabu Hijiri Jima Kekkai)                             | 2003. május 26.      | 2008. szeptember 14. |
| 113 | Az eltűnt bölcs Szeinaru Dokko to Szokusinbucu no Nazo (聖なる独鈷と即身仏の謎; Hepburn: Seinaru Dokko to Sokushinbutsu no Nazo)                          | 2003. június 2.      | 2008. szeptember 21. |
| 114 | Koga magányos harca Kóga no Kokó Naru Tatakai (鋼牙の孤高なる戦い; Hepburn: Kōga no Kokō Naru Tatakai)                                                    | 2003. június 9.      | –                    |
| 115 | Tisztulás a fekete fényben Szuikomareru Kuroi Hikari (吸い込まれる黒い光; Hepburn: Suikomareru Kuroi Hikari)                                              | 2003. június 16.     | –                    |
| 116 | Burkolt valóság Szarakedaszareta Sindzsicu no Kao (さらけだされた真実の顔; Hepburn: Sarakedasareta Shinjitsu no Kao)                                      | 2003. június 23.     | –                    |
| 117 | A lángoló folyó Honó no Kava ni Kieta Aicu (炎の川に消えたアイツ; Hepburn: Honō no Kawa ni Kieta Aitsu)                                                   | 2003. június 30.     | –                    |
| 118 | A Hakuzreizan belsejében Hakureizan no Oku no Oku (白霊山の奥の奥; Hepburn: Hakureizan no Oku no Oku)                                                     | 2003. július 7.      | –                    |
| 119 | A szent haragja Kógósii Akui no Szeidzsa (神々しい悪意の聖者; Hepburn: Kōgōshii Akui no Seija)                                                            | 2003. július 14.     | –                    |
| 120 | Viszlát Jakotsu Szajonara Dzsakocu no Csinkonka (さよなら蛇骨の鎮魂歌; Hepburn: Sayonara Jakotsu no Chinkonka)                                            | 2003. július 28.     | –                    |
| 121 | Bankotsu, az utolsó sichinitai Kesszen! Szaikjó Szaigo no Sicsinintai (決戦! 最強最後の七人隊; Hepburn: Kessen! Saikyō Saigo no Shichinintai)             | 2003. augusztus 4.   | –                    |
| 122 | A Banryuu ereje Kjórecu Banrjú Hakureizan no Sitó (強烈蛮竜 白霊山の死闘; Hepburn: Kyōretsu Banryū Hakureizan no Shitō)                                   | 2003. augusztus 11.  | –                    |
| 123 | Naraku új teste Kurajami no Szaki ni Sinszei Naraku (暗闇の先に新生奈落; Hepburn: Kurayami no Saki ni Shinsei Naraku)                                     | 2003. augusztus 18.  | –                    |
| 124 | Ég veled, szeretett Kikyoum Szaraba Itosiki Kikjó jo (さらば愛しき桔梗よ; Hepburn: Saraba Itoshiki Kikyō yo)                                              | 2003. augusztus 25.  | –                    |
| 125 | Sötétség Kagome szívében Kagome no Kokoro no Jami (かごめの心の闇; Hepburn: Kagome no Kokoro no Yami)                                                     | 2003. szeptember 1.  | –                    |
| 126 | Szívfájdalomból bátorság Kokoro no Itami o Júki ni Kaero (心の痛みを勇気にかえろ; Hepburn: Kokoro no Itami o Yūki ni Kaero)                               | 2003. szeptember 8.  | –                    |
| 127 | A félelmetes Himono szellem Nicsadame! Kjófu no Himono Jókai (煮ちゃダメ! 恐怖の干物妖怪; Hepburn: Nichadame! Kyōfu no Himono Yōkai)                      | 2003. szeptember 15. | –                    |
| 128 | Himono szellemek a kulturális fesztiválon Himono Jókai to Gekitó Bunkaszai (干物妖怪と激闘文化祭; Hepburn: Himono Yōkai to Gekitō Bunkasai)               | 2003. október 13.    | –                    |
| 129 | Chokyuukai és az elrabolt menyasszony Csokjukai to Rjakudacuszareta Hanajome (猪九戒と略奪された花嫁; Hepburn: Chokyukai to Ryakudatsusareta Hanayome)    | 2003. október 20.    | –                    |
| 130 | Shippou, a szélborda mestere Hoero Sippó Ógi Kokoro no Kizu (吠えろ七宝奥義 心の傷!; Hepburn: Hoero Shippō Ōgi Kokoro no Kizu)                            | 2003. október 27.    | –                    |
| 131 | Az oni nők faluja Kannon Kakedzsiku Noroi no Vana (観音掛け軸 呪いの罠; Hepburn: Kannon Kakejiku Noroi no Wana)                                           | 2003. november 3.    | –                    |
| 132 | Miroku veszélyes lánykérése Miroku Hósi no Mottomo Kiken na Kokuhaku (弥勒法師の最も危険な告白; Hepburn: Miroku Hōshi no Mottomo Kiken na Kokuhaku)       | 2003. november 10.   | –                    |
| 133 | A nő, aki szerette Shessomarut I. rész Szessómaru o Aisita Onna (Zenpen) (犬夜叉スペシャル 殺生丸を愛した女; Hepburn: Sesshōmaru o Aishita Onna (Zenpen)) | 2003. november 24.   | –                    |
| 134 | A nő, aki szerette Shessomarut II. rész Szessómaru o Aisita Onna (Kóhen) (犬夜叉スペシャル 殺生丸を愛した女; Hepburn: Sesshōmaru o Aishita Onna (Kōhen))  | 2003. november 24.   | –                    |
| 135 | Az utolsó lakoma Miroku no Sisó Szaigo no Utage (弥勒の師匠最後の宴; Hepburn: Miroku no Shishō Saigo no Utage)                                            | 2003. december 1.    | –                    |
| 136 | A különös szellem megjelenése Kaikitómei Jókai Aravaru Aravaru! (怪奇透明妖怪現る現る!; Hepburn: Kaikitōmei Yōkai Arawaru Arawaru!)                       | 2003. december 8.    | –                    |
| 137 | Az előd neve Kagome Goszenzo-szama no Namae va Kagome (ご先祖の名はかごめ; Hepburn: Gosenzo-sama no Namae wa Kagome)                                      | 2004. január 12.     | –                    |
| 138 | Az egyesülés maradványai Jókai Szanga Futari no Szabaibaru (妖怪山河ふたりのサバイバル; Hepburn: Yōkai Sanga Futari no Sabaibaru)                         | 2004. január 19.     | –                    |

### Hatodik évad
Nyitódal
One Day, One Dream – előadó: Tackey & Tsubasa (epizódok: 139 – 153)
ANGELUS - Andzseraszu - (ANGELUS -アンジェラス-; Hepburn: ANGELUS - Anjerasu -) – előadó: Simatani Hitomi (epizódok: 154 – 167)
Záródal
Come – előadó: Amuro Namie (epizódok: 139 – 147)

CHANGE THE WORLD – előadó: V6 (epizód: 148)
Brand-New World – előadó: V6 (epizódok: 149 – 166)

My Will – előadó: dream (epizód: 167)
| #   | Epizód címe | Első japán sugárzás  | Első magyar sugárzás |
| --- | --- | -------------------- | -------------------- |
| 139 | Nagy csata a Shouun vízesésnél Sóun no Taki no Dai Kettó (昇雲の滝の大決闘; Hepburn: Shōun no Taki no Dai Kettō)                                                               | 2004. január 26.     | –                    |
| 140 | Örök szerelem Eien no Omoi Kenkon no Naginata (永遠の思い 乾坤の薙刀; Hepburn: Eien no Omoi Kenkon no Naginata)                                                                | 2004. február 2.     | –                    |
| 141 | Entei, a lódémon kiszabadulása Tokihanatareta Jóba Entei (解き放たれた妖馬炎蹄; Hepburn: Tokihanatareta Yōba Entei)                                                            | 2004. február 9.     | –                    |
| 142 | Entei új gazdája, Hakudoushi Bószó Entei to Szenricu no Hakudósi (暴走炎蹄と戦慄の白童子; Hepburn: Bōsō Entei to Senritsu no Hakudōshi)                                        | 2004. február 16.    | –                    |
| 143 | 3000 szövetséges látogatása apánál Csicsi o Tazunete Szan Szenri (父を訪ねて三千里; Hepburn: Chichi o Tazunete San Senri)                                                      | 2004. február 23.    | –                    |
| 144 | Housenki és az utolsó szilánk Hószenki to Szaigo no Kakera (宝仙鬼と最後のかけら; Hepburn: Hōsenki to Saigo no Kakera)                                                         | 2004. március 1.     | –                    |
| 145 | A túlvilág határának őrei Ano Jo to no Szakai ni Ijó na Monban (あの世との境に異様な門番; Hepburn: Ano Yo to no Sakai ni Iyō na Monban)                                        | 2004. március 8.     | –                    |
| 146 | Abihime és a madárszellemek Kisóarai Toricukai Abi-Hime (気性荒い鳥使い 阿毘姫; Hepburn: Kishōarai Toritsukai Abi-Hime)                                                        | 2004. március 15.    | –                    |
| 147 | A végzet szerelmes dala a találkozás előtt I. rész Meguriau Mae no Szadame no Koi Uta (Zenpen) (めぐり逢う前の運命恋歌; Hepburn: Meguriau Mae no Sadame no Koi Uta (Zenpen))   | 2004. április 19.    | –                    |
| 148 | A végzet szerelmes dala a találkozás előtt II. rész Meguriau Mae no Szadame no Koi Uta (Kóhen) (めぐり逢う前の運命恋歌; Hepburn: Meguriau Mae no Sadame no Koi Uta (Kōhen))    | 2004. április 19.    | –                    |
| 149 | Egyetlen nyílvessző Haran o Jobu Ippon no Jak (波乱を呼ぶ一本の矢; Hepburn: Haran o Yobu Ippon no Yak)                                                                         | 2004. április 26.    | –                    |
| 150 | Különös fény Szeidzsa o Micsibiku Fusigi na Hikari (聖者を導く不思議な光; Hepburn: Seija o Michibiku Fushigi na Hikari)                                                        | 2004. május 3.       | –                    |
| 151 | Kagome választása Kagome Honnó no Szentaku (かごめ 本能の選択; Hepburn: Kagome Honnō no Sentaku)                                                                               | 2004. május 10.      | –                    |
| 152 | Védj és rabolj! Mamore Szosite Ubaitore! (守れそして奪い取れ!; Hepburn: Mamore Soshite Ubaitore!)                                                                              | 2004. május 17.      | –                    |
| 153 | Végzet Ummei va Zankoku na Szaikai (運命は残酷な再会; Hepburn: Ummei wa Zankoku na Saikai)                                                                                     | 2004. május 24.      | –                    |
| 154 | A szellem, aki kapcsolatban áll a túlvilággal Ano Jo to Cunagaru Jókai (あの世とつながる妖怪; Hepburn: Ano Yo to Tsunagaru Yōkai)                                              | 2004. május 31.      | –                    |
| 155 | A szilánk védelmezője Sikon no Kakera o Mamoru Oni (四魂のかけらを守る鬼; Hepburn: Shikon no Kakera o Mamoru Oni)                                                              | 2004. június 7.      | –                    |
| 156 | Harc a sír előtt! Sesshomaru vs InuYasha Bozen Kesszen! Szessómaru vs InuYasha (墓前決戦! 殺生丸vs犬夜叉; Hepburn: Bozen Kessen! Sesshōmaru vs InuYasha)                       | 2004. június 14.     | –                    |
| 157 | Kongousouha Naraku o Curanuke Kongószóha (奈落を貫け金剛槍破; Hepburn: Naraku o Tsuranuke Kongōsōha)                                                                           | 2004. június 21.     | –                    |
| 158 | Nagy pánik, a patkány invázió Daibószó Muszú no Júkai Nezumi (大暴走無数の妖怪ネズミ; Hepburn: Daibōsō Musū no Yūkai Nezumi)                                                   | 2004. július 5.      | –                    |
| 159 | Kohaku elhatározása Kohaku no Kecui to Szango no Kokoro (琥珀の決意と珊瑚の心; Hepburn: Kohaku no Ketsui to Sango no Kokoro)                                                   | 2004. július 12.     | –                    |
| 160 | A fiú, aki boldogságot hoz Siavasze o Jobu Futamata Bórjoku Otoko (幸せを呼ぶフタマタ暴力男; Hepburn: Shiawase o Yobu Futamata Bōryoku Otoko)                                  | 2004. július 26.     | –                    |
| 161 | Miroku múltbéli hibája Miroku-hósi Mukasi no Ajamacsi (弥勒法師昔のあやまち; Hepburn: Miroku-hōshi Mukashi no Ayamachi)                                                        | 2004. augusztus 2.   | –                    |
| 162 | Örökké együtt Shessomaruval Szessómaru-szama to Eien ni Isso (殺生丸様と永遠に一緒; Hepburn: Sesshōmaru-sama to Eien ni Issho)                                                 | 2004. augusztus 9.   | –                    |
| 163 | A titkos virágoskert Kohaku Szango Kirara: Himicu no Hanazono (琥珀珊瑚雲母 秘密の花園; Hepburn: Kohaku Sango Kirara: Himitsu no Hanazono)                                     | 2004. augusztus 23.  | –                    |
| 164 | A parazitaszellemek Szaikjó no Teki, Jadori Szanagi Sippó (最強の敵 宿り蛹七宝; Hepburn: Saikyō no Teki, Yadori Sanagi Shippō)                                                 | 2004. augusztus 30.  | –                    |
| 165 | Naraku legyőzésének kulcsa Naraku o Taoszu Szaidai no Tegakari (奈落を倒す最大の手がかり; Hepburn: Naraku o Taosu Saidai no Tegakari)                                          | 2004. szeptember 6.  | –                    |
| 166 | Közös erővel I. rész Futari no Kizuna - Sikon no Kakera o Cukae! (Zenpen) (二人の絆 四魂のかけらを使え! 前編; Hepburn: Futari no Kizuna - Shikon no Kakera o Tsukae! (Zenpen)) | 2004. szeptember 13. | –                    |
| 167 | Közös erővel II. rész Futari no Kizuna - Sikon no Kakera o Cukae! (Kóhen) (二人の絆 四魂のかけらを使え! 後編; Hepburn: Futari no Kizuna - Shikon no Kakera o Tsukae! (Kōhen))  | 2004. szeptember 13. | –                    |

### The Final Act (Zárósorozat)
Nyitódal
Kimi ga Inai Mirai (君がいない未来) – előadó: Do As Infinity
Záródal
With you – előadó: AAA (epizódok: 1 – 9)
Diamond – előadó: alan (epizódok: 10 – 17)
Tói Micsi no Szaki de (遠い道の先で; Hepburn: Tōi Michi no Saki de) – előadó: Takekava Ai (epizódok: 18 – 26)
| #  | Epizód címe | Első japán sugárzás | Első magyar sugárzás |
| -- | --- | ------------------- | -------------------- |
| 1  | Naraku szive Naraku no Sinzó (奈落の心臓; Hepburn: Naraku no Shinzō)                                                             | 2009. október 3.    | –                    |
| 2  | Kagura szele Kagura no Kaze (神楽の風; Hepburn: Kagura no Kaze)                                                                  | 2009. október 10.   | –                    |
| 3  | Meidou Zangetsuha (Alvilági csapás) Meidó Zangecuha (冥道残月破; Hepburn: Meidō Zangetsuha)                                      | 2009. október 17.   | –                    |
| 4  | A sárkánypikkelyes Tessaiga (Dakki) Rjúrin no Tesszaiga (竜鱗の鉄砕牙; Hepburn: Ryūrin no Tessaiga)                              | 2009. október 24.   | –                    |
| 5  | Yourei-taisei kiképzése Jórei Taiszei no Siren (妖霊大聖の試練; Hepburn: Yōrei Taisei no Shiren)                                 | 2009. október 31.   | –                    |
| 6  | Moryomaru halála Mórjómaru no Szaigo (魍魎丸の最期; Hepburn: Mōryōmaru no Saigo)                                                 | 2009. november 7.   | –                    |
| 7  | Az Azusa-hegy szentélye Azuszajama no Reibjó (梓山の霊廟; Hepburn: Azusayama no Reibyō)                                          | 2009. november 14.  | –                    |
| 8  | A ragyagó csillagok között Hosibosi Kirameki no Aida ni (星々きらめきの間に; Hepburn: Hoshiboshi Kirameki no Aida ni)            | 2009. november 21.  | –                    |
| 9  | Sesshomaru az alvilágban Meikai no Szessómaru (冥界の殺生丸; Hepburn: Meikai no Sesshōmaru)                                      | 2009. november 28.  | –                    |
| 10 | Szomorúsággal telt virágok Kanasimi ni Nureru Hana (悲しみに濡れる花; Hepburn: Kanashimi ni Nureru Hana)                         | 2009. december 5.   | –                    |
| 11 | Kanna sírköve Kanna no Bohjó (神無の墓標; Hepburn: Kanna no Bohyō)                                                               | 2009. december 12.  | –                    |
| 12 | Sango érzései és Miroku döntése Szango no Omoi Miroku no Kakugo (珊瑚の想い 弥勒の覚悟; Hepburn: Sango no Omoi Miroku no Kakugo) | 2009. december 19.  | –                    |
| 13 | A tökéletes Meidou Kanzen na Meidó (完全な冥道; Hepburn: Kanzen na Meidō)                                                        | 2009. december 26.  | –                    |
| 14 | Naraku nyomában Naraku no Cuigeki (奈落の追撃; Hepburn: Naraku no Tsuigeki)                                                      | 2010. január 4.     | –                    |
| 15 | A jogos örökös (A Fekete Tessaiga) Szeitónaru Keisósa (正統なる継承者; Hepburn: Seitōnaru Keishōsha)                             | 2010. január 11.    | –                    |
| 16 | Hitomiko védőpajzsa Hitomiko no kekkai (瞳子の結界; Hepburn: Hitomiko no kekkai)                                                 | 2010. január 18.    | –                    |
| 17 | Magatsuhi gonosz terve Magacuhi no Dzsanen (曲霊の邪念; Hepburn: Magatsuhi no Janen)                                             | 2010. január 25.    | –                    |
| 18 | Az élet egy fontos pillanata Dzsinszei no Icsidaidzsi (人生の一大事; Hepburn: Jinsei no Ichidaiji)                               | 2010. február 1.    | –                    |
| 19 | Kohaku szilánkja Kóhaku no Kakera (琥珀の欠片; Hepburn: Kōhaku no Kakera)                                                        | 2010. február 8.    | –                    |
| 20 | A Szent ékkő teljes lesz Sikon no Tama ga Kanszei szuru Toki (四魂の玉が完成する時; Hepburn: Shikon no Tama ga Kansei suru Toki) | 2010. február 15.   | –                    |
| 21 | Naraku testében Naraku no Tainai e (奈落の体内へ; Hepburn: Naraku no Tainai e)                                                   | 2010. február 22.   | –                    |
| 22 | A sötétség csapdájában Naraku Jami no Vana (奈落 闇の罠; Hepburn: Naraku Yami no Wana)                                           | 2010. március 1.    | –                    |
| 23 | A fény csapdájában Naraku Hikari no Vana (奈落 光の罠; Hepburn: Naraku Hikari no Wana)                                           | 2010. március 8.    | –                    |
| 24 | Naraku bizonytalan kívánsága Naraku Hakanaki Nozomi (奈落 儚き望み; Hepburn: Naraku Hakanaki Nozomi)                             | 2010. március 15.   | –                    |
| 25 | Elérhetetlen érzések Todokanu Omoi (届かぬ想い; Hepburn: Todokanu Omoi)                                                          | 2010. március 22.   | –                    |
| 26 | A holnap felé Asita e (明日へ; Hepburn: Ashita e)                                                                                | 2010. március 29.   | –                    |